# Ceinture volcanique de Reykjanes
Pour les articles homonymes, voir Reykjanes.
Ne doit pas être confondu avec Dorsale de Reykjanes.

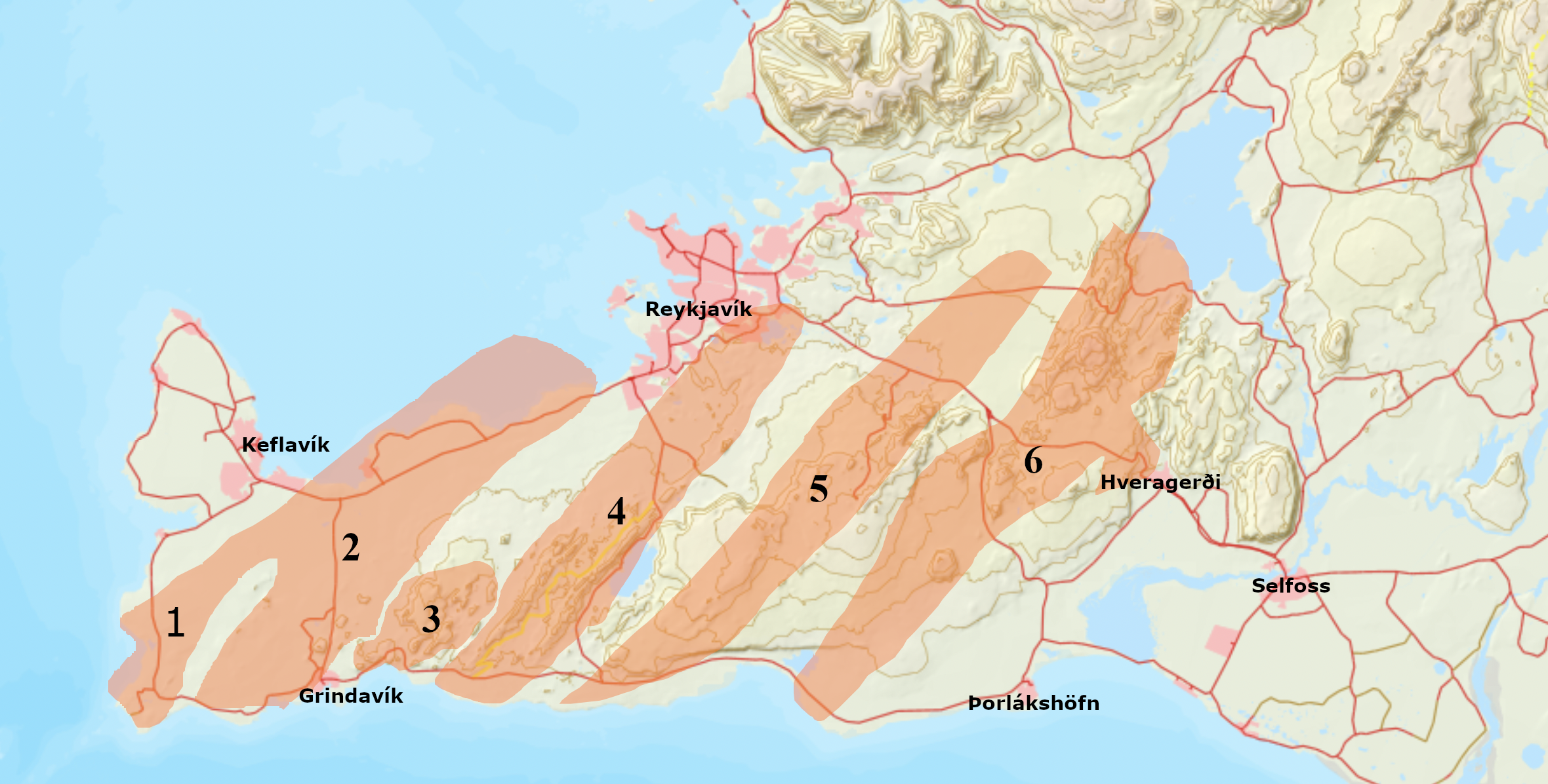
Carte des systèmes volcaniques de la ceinture volcanique de Reykjanes.

Carte des zones volcaniques de l'Islande avec la ceinture volcanique de Reykjanes (RVB, Reykjanes Volcanic Belt) dans le sud-ouest.

La ceinture volcanique de Reykjanes est une région volcanique d'Islande regroupant plusieurs systèmes volcaniques constitués de volcans centraux et de bouches éruptives associées, témoins de l'activité volcanique de rifting dans la Reykjanesskagi. Elle constitue une portion émergée de la dorsale médio-atlantique et se prolonge vers le sud-ouest par la dorsale de Reykjanes et vers le nord-est par la zone volcanique Ouest, deux autres rifts. Une zone de faiblesse tectonique, la zone sismique du Sud de l'Islande, s'étend vers l'est.
Les systèmes volcaniques de la ceinture volcanique de Reykjanes sont, d'est en ouest :
1. le Reykjanes ;
2. le Svartsengi ;
3. la Fagradalsfjall ;
4. les Brennisteinsfjöll ;
5. Krýsuvík ;
6. le Hengill.

L'Université d'Islande considère en 2019 que le système de la Fagradalsfjall est une partie intégrante de celui de Krýsuvík.  